# Biłkini
Biłkini (bułg. Билкини) – nieistniejąca, wyludniała wieś w Bułgarii, w obwodzie Gabrowo, w gminie Drjanowo, jej powierzchnia została przyłączona do Golemi Byłgareni.